# Василије Лупу
Василије Лупу био је молдавски господар и војвода, који је владао од 1634. до 1653. године.
Организовао Јашке саборе. Његове мошти, заједно са мошти Светим Петком, мошти Димитријем Кантемиром, мошти Александар Јоан Куза положене су у Саборни храм Митрополије Молдавске у Јашију, као заштитници града и Молдавије.
Село његовог оца је у Делиормане и састоји се од досељеника из османске Албаније. 
Његов син Стефаница Лупу такође је молдавски господар.